# فهرست قسمت‌های ۲۴

نشان‌واره ۲۴

۲۴ یک مجموعه تلویزیونی درام اکشن/هیجان‌انگیز آمریکایی است که توسط جول سارنو و رابرت کوچران ساخته شده‌است. این سریال برای اولین بار در ۶ نوامبر ۲۰۰۱ از شبکه فاکس پخش شد.

## خلاصه فصل‌ها
| فصل (سیزن)                   | قسمت‌ها | آغاز فصل       | پایان فصل     |
| ---------------------------- | ------ | -------------- | ------------- |
| فصل ۱                        | ۲۴     | ۶ نوامبر ۲۰۰۱  | ۲۱ مه ۲۰۰۲    |
| فصل ۲                        | ۲۴     | ۲۹ اکتبر ۲۰۰۲  | ۲۰ مه ۲۰۰۳    |
| فصل ۳                        | ۲۴     | ۳۰ اکتبر ۲۰۰۳  | ۲۵ مه ۲۰۰۴    |
| فصل ۴                        | ۲۴     | ۹ ژانویه ۲۰۰۵  | ۲۳ مه ۲۰۰۵    |
| فصل ۴                        | ۲۴     | ۹ ژانویه ۲۰۰۵  | ۲۳ مه ۲۰۰۵    |
| فصل ۵                        | ۲۴     | ۱۵ ژانویه ۲۰۰۶ | ۲۲ مه ۲۰۰۶    |
| فصل ۶                        | ۲۴     | ۱۴ ژانویه ۲۰۰۷ | ۲۱ مه ۲۰۰۷    |
| فصل ۷                        | ۲۴     | ۱۱ ژانویه ۲۰۰۹ | ۱۸ مه ۲۰۰۹    |
| فصل ۸                        | ۲۴     | ۵ مه ۲۰۰۹      | ۲۴ مه ۲۰۱۰    |
| فصل ۹، یک روز دیگر زنده بمان | ۱۲     | ۵ مه ۲۰۱۴      | ۱۴ ژوئیه ۲۰۱۴ |